# KT&G 상상마당
KT&G 상상마당은 서울특별시 마포구 어울마당로 65(홍대)에 2007년 9월 개관한 복합문화공간이다. 비주류 예술가들의 창작활동을 지원하고 일반 대중들에게 폭넓은 문화 경험을 제공하기 위해 공연, 영화, 디자인, 시각예술, 교육 등 문화예술 전반에 걸쳐 다양한 프로그램과 아티스트 지원 사업 등을 운영하고 있다. 매년 4편의 독립영화 배급과 단편영화제 개최를 통해 독립영화를 지원하고, 밴드 디스커버리를 통해 인디밴드들을 지원하고 있으며, 신인 디자이너, 사진작가 발굴 등 70여종의 다양한 문화예술 교육 사업을 진행하고 있다.

## 연혁
- KT&G 상상마당은 2005년 3월 온라인 문화커뮤니티로 시작으로 2007년 9월 지하4층, 지상7층 규모의 ‘KT&G 상상마당 홍대’를 개관하였다.
- 지역 문화 활성화를 위해 홍대에 이어 2011년, 충남 논산의 한 폐교를 리모델링한 ‘KT&G 상상마당 논산’을 개관했다.
- 2014년에는 강원 지역 문화예술 발전과 경제 활성화에 기여하기 위해 강원 춘천에 ‘KT&G 상상마당 춘천’을 개관했다. 특히 ‘KT&G 상상마당 춘천’은 한국 건축의 거장 고 김수근이 설계한 춘천 어린이회관과 강원체육회관을 KT&G가 인수하여 기존 형태를 최대한 유지해 건축 문화유산으로서 가치를 이어갈 수 있도록 했다.[3] 2014년에 방영된 tvN 드라마 《라이어 게임》의 촬영지로 소개 되며 관광명소가 되었다.[4]
- KT&G는 비주류 문화 육성 활동을 진행해온 공로를 인정받아 2015년 12월 한국메세나협회가 주관하는 2015 메세나 대상 시상식에서 대통령상인 대상을 수상했다. 이외에도 문화예술 분야에 대한 지원활동, ‘기부청원제’, ‘상상펀드’ 등을 통해 매년 매출액 대비 2% 수준인 500억원 이상을 국내외의 다양한 사회공헌 활동에 투자하고 있다.[5]

## 콘셉트
- Incubating - 실질적인 작가지원 프로그램으로 디자인/사진/음악밴드 등 다양한 분야의 젊은 아티스트를 지원한다.
- Market Place -활발한 문화소비를 통해 작가들의 안정적 창작활동 기반 제공에 역점을 두고 있어, 작지만 가치 있는 작품에 주목하고 발굴한다.
- Communication - 아티스트와 대중이 지근거리에서 소통하며, 누구나 전시, 공연 등을 직접 제안하고 구현할 수 있도록 한다.

## 공간

### 상상마당 홍대
홍익대 부근 피카소 거리에 위치한 지하 4층, 지상 7층 규모의 복합문화 공간으로서 영화관과 공연장을 비롯하여 디자인 전문샵, 갤러리, 아카데미, 스튜디오, 카페 등 다채로운 예술 활동과 교류를 위한 공간이 마련되어 있다. 예술인의 문화 예술창작 활동을 지원하고, 일반인들에게는 넓은 문화 향유기회를 제공하는 데에 설립목적을 두고 여러 용도로 기획된 각 공간을 통해 다양한 분야의 트렌드를 제시 하고 공유하면서 새로운 문화를 만드는데 기여하고 있다.
- 소재지: 서울특별시 마포구 어울마당로 65

### 상상마당 논산
폐교(옛 한천초등학교)를 2011년에 리모델링하여 조성된 문화예술 체험을 위한 복합문화공간으로, 전체 1만3798m2(4173평) 규모의 총 9개동의 공간은 갤러리, 미디어실, 사진스튜디오, 다목적홀과 세미나실, 카페, 숙박시설, 그리고 야외설치미술 등이 있다. 기존의 여타 폐교와는 전혀 다른 새로운 문화공간 형태로 문화예술이 우리 모두의 삶을 변화시키는 힘을 가지고 있다는 긍정과 도전의 가치를 확산시키는 프로그램으로 지역의 문화 지형에 다양성을 더하고 지역사회의 문화적 인프라 확충에 크게 기여하고 있다. KT&G 상상마당 논산은 문화예술과 캠핑이 결합돼 일반적인 캠핑장과는 차별화된 경험을 제공하는 '아트캠핑빌리지'를 통해 가족단위 관람객들에게 큰 호응을 얻고 있으며, 충남 권역 뿐만 아니라 전국 관람객들에게도 입소문이 퍼지면서 이 지역 대표 명소로 자리잡고 있다.
또한 지역사회와의 연계를 통해 청소년들을 위한 문화 체험 기회도 제공한다. 논산시청, 충청남도, 대전광역시, 경기도 성남시 교육청 등과 업무협약을 맺고 청소년들이 교과 지식 위주의 학교 교육에서 벗어나 창의적 체험활동을 경험할 수 있는 프로그램들을 운영하고 있다.
- 소재지: 충청남도 논산시 상월면 한천길 15-20

### 상상마당 춘천

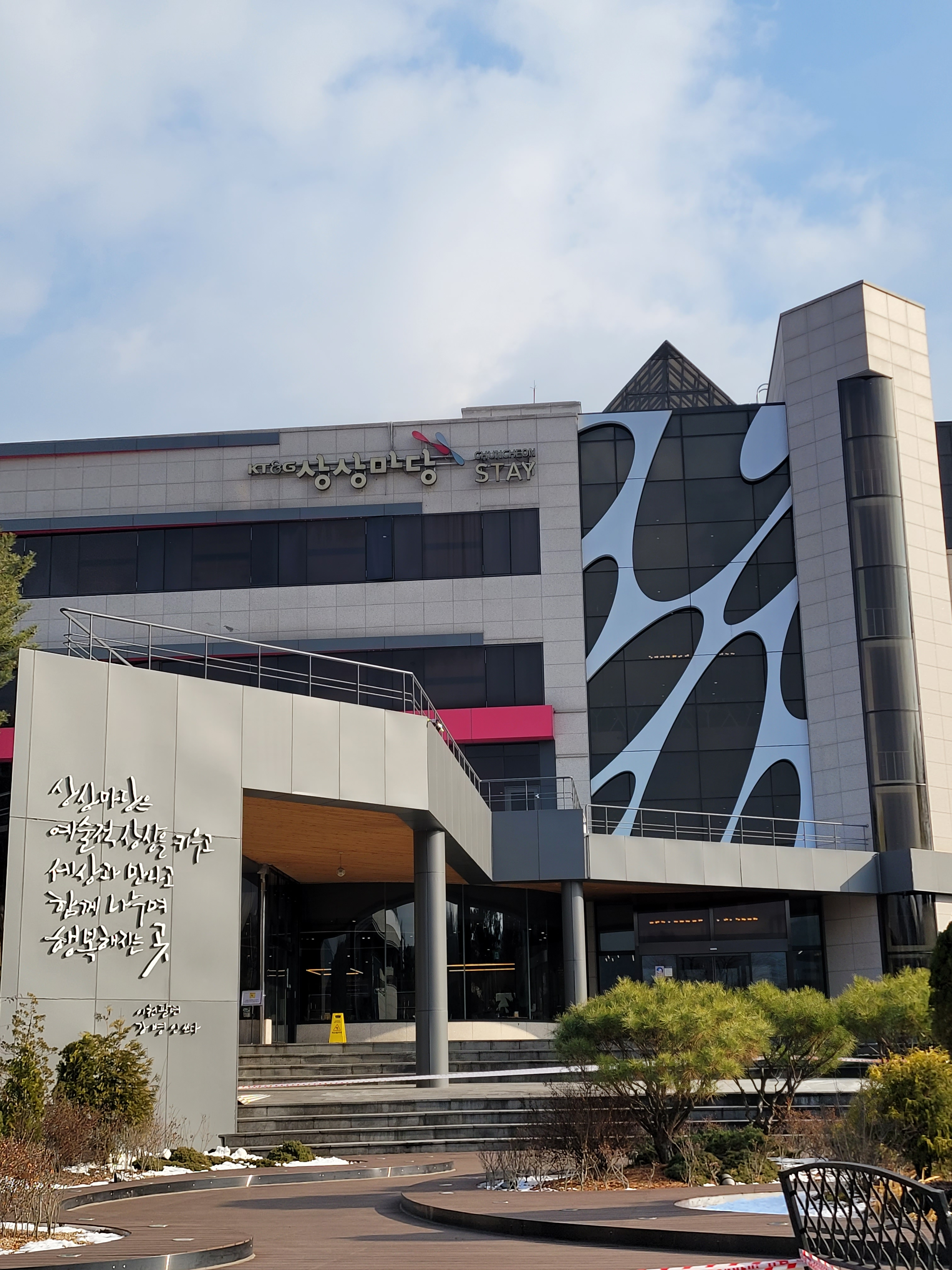
kt&G상상마당_춘천 스테이호텔의 모습

의암호 수변에 위치하여 아름다운 경관을 가진 춘천시어린이회관과 강원체육회관을 리모델링한 복합 문화공간이다. 아트스테이(Art-Stay)라는 컨셉을 기반으로 공연장, 스튜디오, 갤러리 등을 갖춘 '아트센터'와 객실, 문화예술지원시설, 컨벤션시설이 있는 '스테이' 두 건물로 구성됐으며, 다양한 문화 예술 프로그램을 통해 지역의 명소이자 대표적인 문화 공간으로 자리매김했다. 'KT&G 상상마당 춘천'은 예술인과 일반인 모두에게 문화예술 창작과 향유의 기회를 제공하여 새롭고 다양한 문화를 만드는 것이 목적이다.
- 소재지: 강원특별자치도 춘천시 삼천동 일대

### 상상마당 부산
KT&G 상상마당 부산은 2020년 9월 개관한 문화예술을 함께 나누는 복합문화공간입니다.
아티스트, 소비자, 협업 파트너가 함께하는 부산의 랜드마크가 되어 구도심, 서면의 젠트리피케이션 해결에 기여하고자 합니다.
지하 5층 지상 13층으로 구성되어 있으며, 1층부터 5층까지는 PLAY를 주제로 카페, 디자인 스퀘어, 라이브홀, 갤러리, 현상인화실이 있고, 5층 일부와 6층에는 Co-Work를 컨셉으로 1인 크리에이터, 스타트업을 위한 공간으로 운영되며, 7층에서 13층 까지는 Refresh 공간으로 숙박시설인 STAY를 운영하여 문화와 휴식을 즐길 수 있도록 노력하고 있습니다. 21년 12월부터는 CGV와 F&B를 만나보실 수 있습니다.
- 소재지: 부산광역시 부산진구 서면로 39

## 사업분야

### 영화
2006년 장·단편영화에 대한 제작지원과 배급사업을 시작한 영화사업팀은 2007년 상상마당 개관과 함께 예술영화 전용관 운영을 통해 저예산 독립영화를 지원하고 상업영화의 후반작업이 가능한 시네랩CineLab을 보유함으로써 한국영화 시장의 활력소가 되고자 한다.

### 공연
공연 기획사업, 아티스트 지원사업, 공연장 대관사업을 통해 대중과 창작자 모두로부터 음악적 공감을 이끌어내고 함께 소통할 수 있는 음악 전문 유통 플랫폼을 구축하고자 한다.

### 디자인
국내 유망 디자이너 및 단체들로부터 자유로운 창작활동을 이끌어냄과 동시에 디자인 상품의 개발, 판매, 유통, 전시 등에 도움을 주어 국내 디자인산업 육성에 밑거름이 되고자 한다.

### 시각예술
다양한 기획전과 소통 방법을 통해 현대예술의 대중적 접근을 시도하며 이를 통해 열린 소통의 공간으로서 역할을 수행하고자 합니다. 또한 작가들에게는 동시대 예술에 대한 담론 제시와 작업 지원을, 대중들에게는 다양한 현대예술의 향유권 제공과 참여기회 확대라는 비전을 제시해 국내 문화예술계의 새로운 가치창출을 도모하고자 한다.

### 교육
새로운 문화적 지평을 열고자 하는 이들을 위해 마련된 소통의 장으로, 삶과 밀접한 문화예술 장르를 세분화하여 누구나 쉽게 문화예술의 즐거움을 느낄 수 있도록 일상 창작 교육을 마련하고 있다.

### 호텔
비지니스 및 일반 여행객에게 다양한 여가 활동을 제공하여 문화예술을 즐길 수 있는 특별한 숙박공간 '스테이(STAY)'를 통해 라이브스튜디오, 공연, 전시회, 축제, 체험이벤트로 다양한 문화예술 프로그램의 차별화 된 서비스를 제공한다.

### 커뮤니케이션
대중들과 가까이에서 폭넓게 소통하며 많은 이들에게 KT&G 상상마당의 브랜드와 프로그램을 알리고, 교류하기 위한 통합마케팅 커뮤니케이션을 담당합니다. 친근하고 정확한 메시지를 통해 대중들이 쉽고 재미있게 문화예술에 다가갈 수 있도록 통로가 되고자 한다.